# Tysons Corner
Tysons Corner és una concentració de població designada pel cens dels Estats Units a l'estat de Virgínia. Segons el cens del 2000 tenia 18.540 habitants.

## Demografia
Segons el cens del 2000, Tysons Corner tenia 18.540 habitants, 8.814 habitatges, i 4.512 famílies. La densitat de població era de 1.460,9 habitants per km².
Dels 8.814 habitatges en un 20,8% hi vivien nens de menys de 18 anys, en un 42% hi vivien parelles casades, en un 6,8% dones solteres, i en un 48,8% no eren unitats familiars. En el 39% dels habitatges hi vivien persones soles el 7,9% de les quals corresponia a persones de 65 anys o més que vivien soles. El nombre mitjà de persones vivint en cada habitatge era de 2,1 i el nombre mitjà de persones que vivien en cada família era de 2,86.
Per edats la població es repartia de la següent manera: un 17,8% tenia menys de 18 anys, un 8% entre 18 i 24, un 40,3% entre 25 i 44, un 23,7% de 45 a 60 i un 10,2% 65 anys o més.
L'edat mediana era de 36 anys. Per cada 100 dones de 18 o més anys hi havia 90,8 homes.
La renda mediana per habitatge era de 74.151$ i la renda mediana per família de 94.227$. Els homes tenien una renda mediana de 69.659$ mentre que les dones 49.321$. La renda per capita de la població era de 47.292$. Entorn del 5,5% de les famílies i el 7% de la població estaven per davall del llindar de pobresa.

## Poblacions més properes
El següent diagrama mostra les poblacions més properes.